# 왓 프라깨오

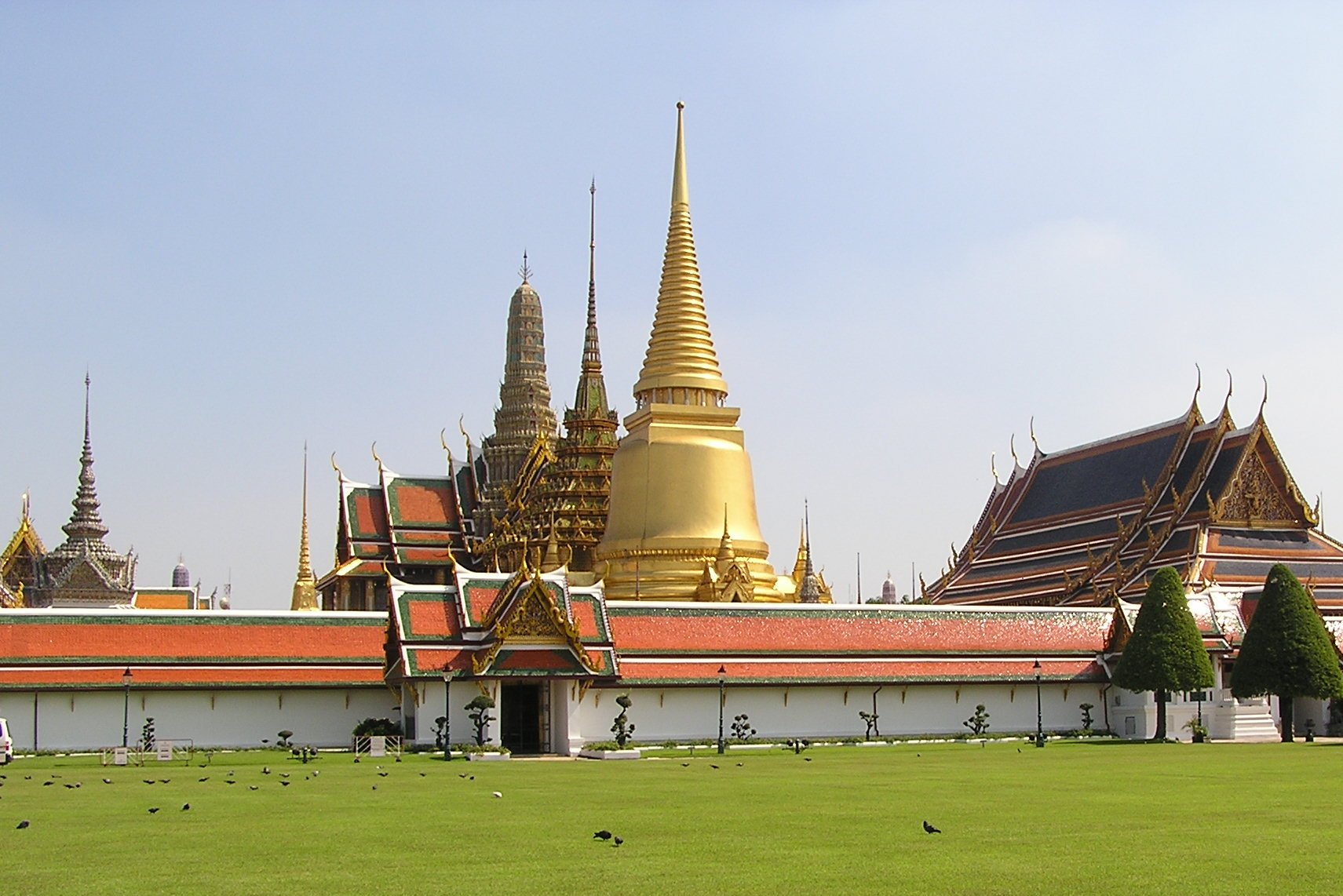
왕궁에서 바라본 왓 프라깨오

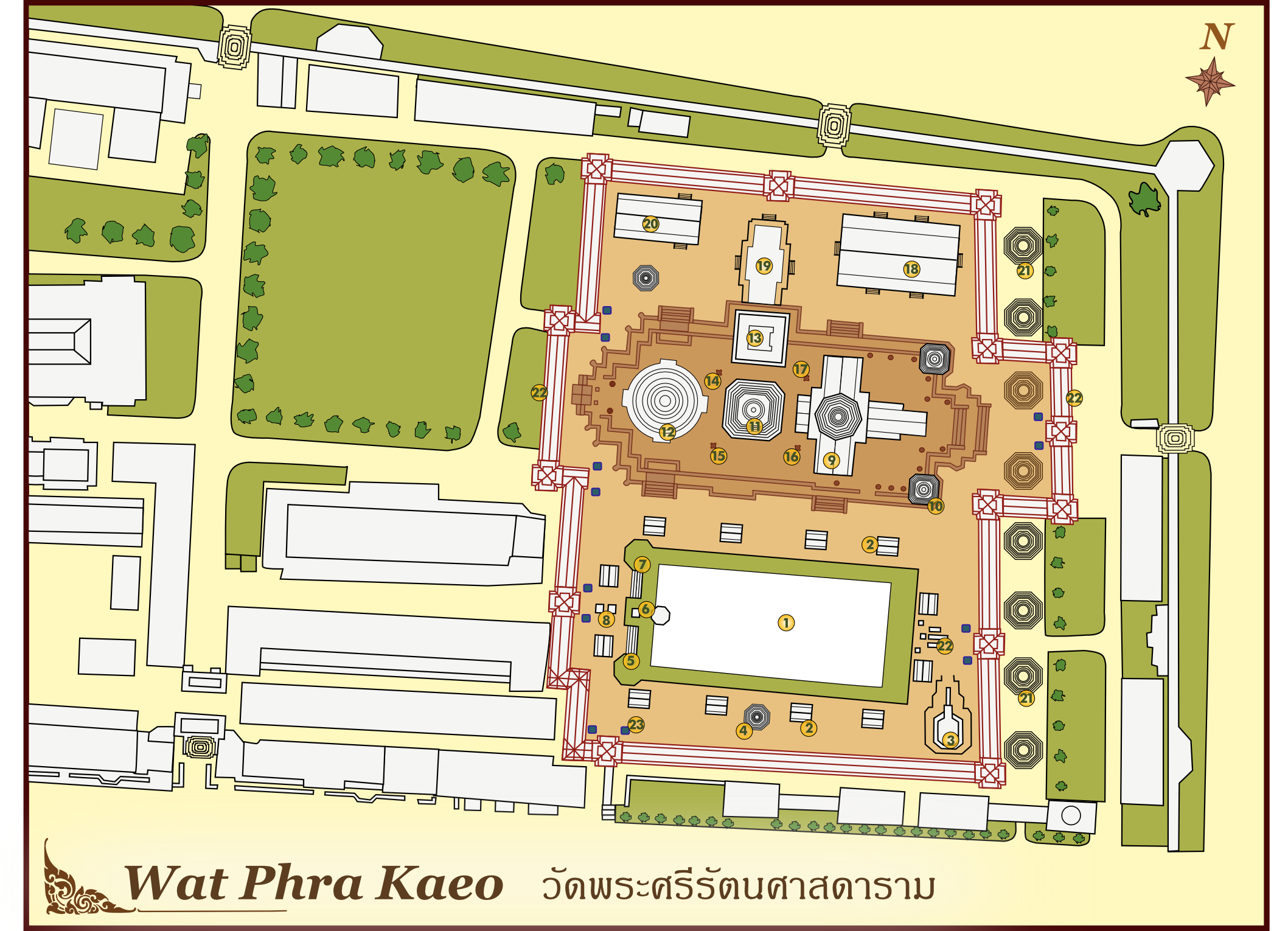
왓 프라깨오의 경내도

왓 프라깨오(태국어: วัดพระแก้ว, Wat Phra Kaew)는 태국 방콕 프라나콘구의 불교 사원으로 방콕 왕궁 주변에 있다. 전체 이름은 왓 프라스리라따나사사다람(태국어: วัดพระศรีรัตนศาสดาราม)이다. 일명 《에메랄드 부처 사원》으로도 알려져 있으며, 태국에서 가장 영험한 불교 사원으로 여겨지고 있다.

## 개요
사원의 건축은 1785년 라마 1세가 톤부리에서 방콕으로 천도를 했을 때부터 시작되었다. 왓 프라깨오의 원래 이름은 왓 빠이아(Wat Pa Yia)로 대나무숲 사원이라는 뜻인데 옛이름 그대로 사원 구석구석 대나무들이 자라고 있다.다른 사원과는 달리 승려가 사는 승당이 없고, 잘 치장된 법당 건축물과 부처 상, 불탑만 존재한다.
중앙의 대웅전은 '우보솟'(ubosoth)이라고 하며, 이곳에는 75 cm 높이의 신비스러운 에메랄드 불상이 모셔져 있다. 사원으로 들어가는 문은 세 개가 있으며, 중앙 문으로는 왕과 왕비만이 출입할 수 있다. 크기는 다른 문보다는 작지만, 태국 사람들에게는 가장 중요한 상징적 절차이다.
사원을 둘러싸고 있는 벽은 하얀 색으로만 채색되어 있는데, 이것은 《라마끼엔》의 라바야나 신화에서 온 풍경이다. 이 사원의 내부에 있는 여러 입상들이 이 이야기에서 그려진 인물과 닮아 있다. 가장 유명한 것은 5m 크기의 거인인 '약'(yak)이다. 또한 황금 첨탑을 감싸고 있는 원숭이 왕 또한 라마야나의 스토리에서 온 것이다.
이 사원에는 라마 3세가 덧댄 크메르 제국의 앙코르 왓 모형이 포함되어 있다. 이것은 태국가 문화적, 종교적 기원을 함께 공유하고 있다는 것을 의미한다.
이곳에는 치앙샌 왕조 때의 양식으로 만들어진 '프라욕 차앙라이'(Phra Yok Chiang Rai)라는 비취색 불상이 안치되어 있는데, 이 불상은 옛 왕비의 90번째 생일을 축원하기 위해 1990년 제작, 1991년에 완성되었다.
또한 이 곳에 있는 에메랄드 불상은 자주 볼 수 없으므로, 방문하고 싶다면 미리 사전 조사를 하는 것이 좋다.

## 역사
전설에 따르면, 이 불상은 인도에서 왔으며, 캄보디아의 왕국에서 표면이 입혀져 1434년 아유타야 왕국에 선물로 전해진 것이라고 한다.
이 불상은 버마가 아유타야 왕국을 침공해 왔을 때 사라졌다가, 1세기 후에 치앙 싸엔에서 큰 홍수가 난 후에 다시 발견되었다. 그 후 치앙라이로 옮겨졌다가 치앙마이로 옮겨졌다가, 쎄따띠랏 왕자가 루앙 프라방으로 치웠다. 그의 부왕이 승하하자 그가 싸얌의 왕위를 이었으며, 몇 년 후 비엔티엔의 시암 왕국으로 옮겨졌다. 북쪽에서 하우족이 침공을 하자, 루앙 프라방은 시암에 원군을 요청했다. 베엔티엔의 왕은 시암 군을 배후에서 기급하였고, 딱신 대왕이 라오스와 싸워 에메랄드 부처를 시암으로 반환했으며, 훗날 라마 1세가 되는 짜끄리 장군이 비엔티안에서 이 불상을 가져왔다. 처음에는 톤부리로 가져갔다가 1784년 현재의 위치로 옮겨졌다.

## 갤러리

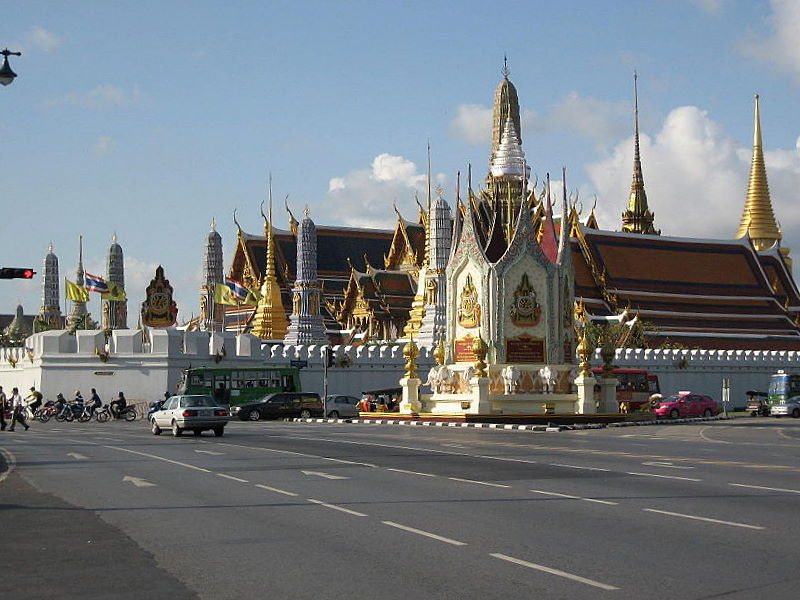
북동쪽에서 바라 본 왓프라깨오
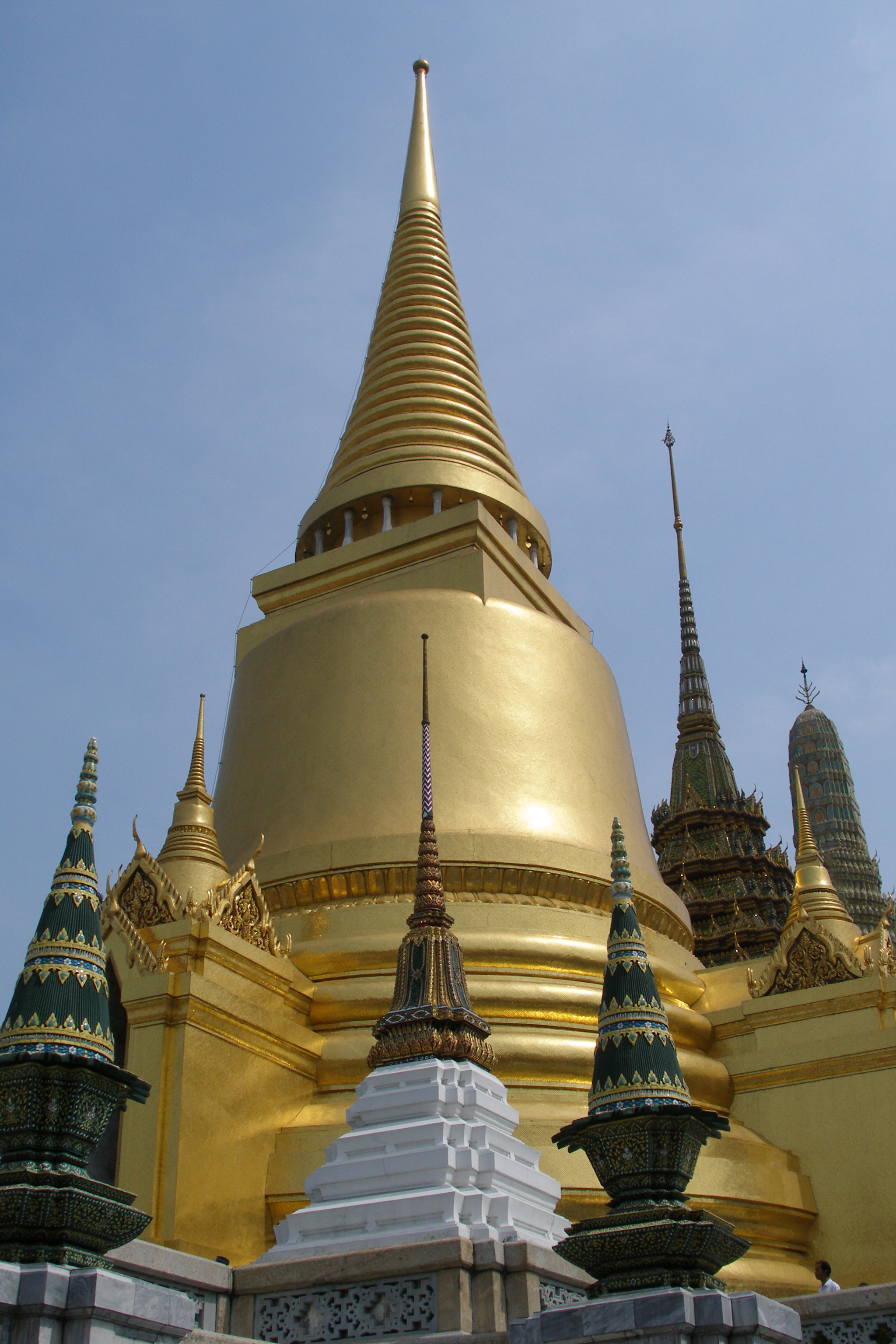
프라 쓰리 랏타나 탑
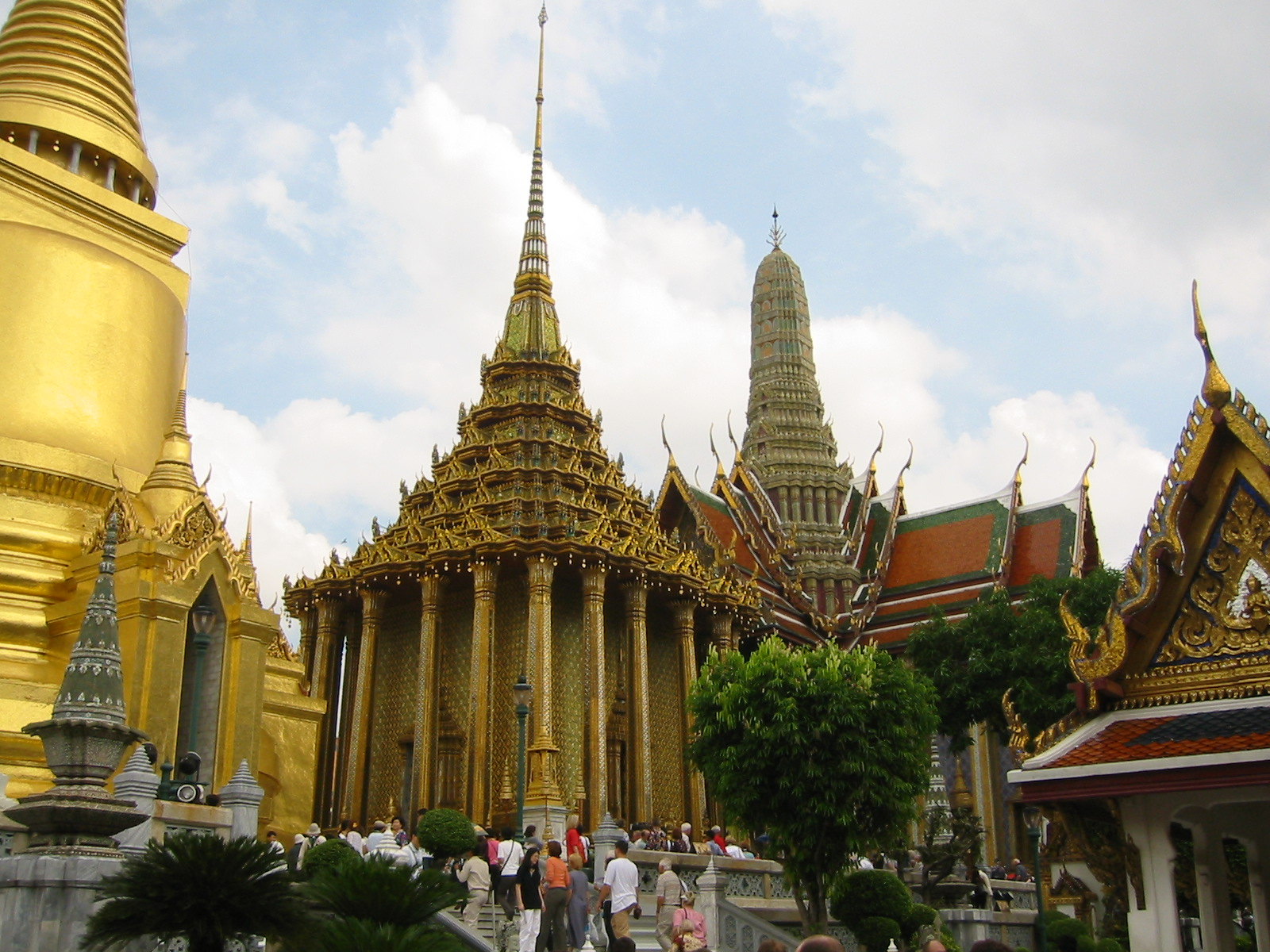
프라몬돕, 도서관
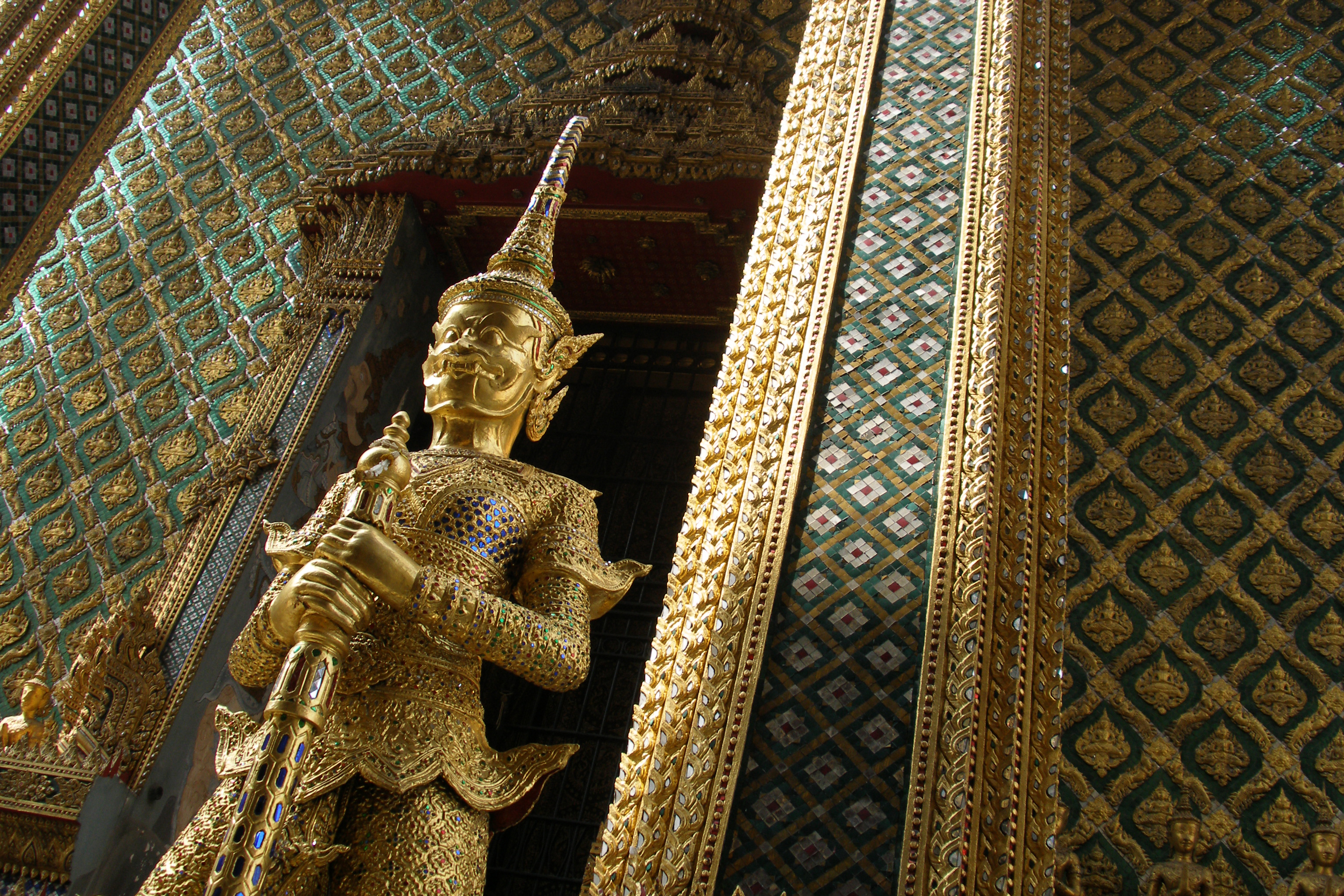
프라몬돕으로 들어가는 입구
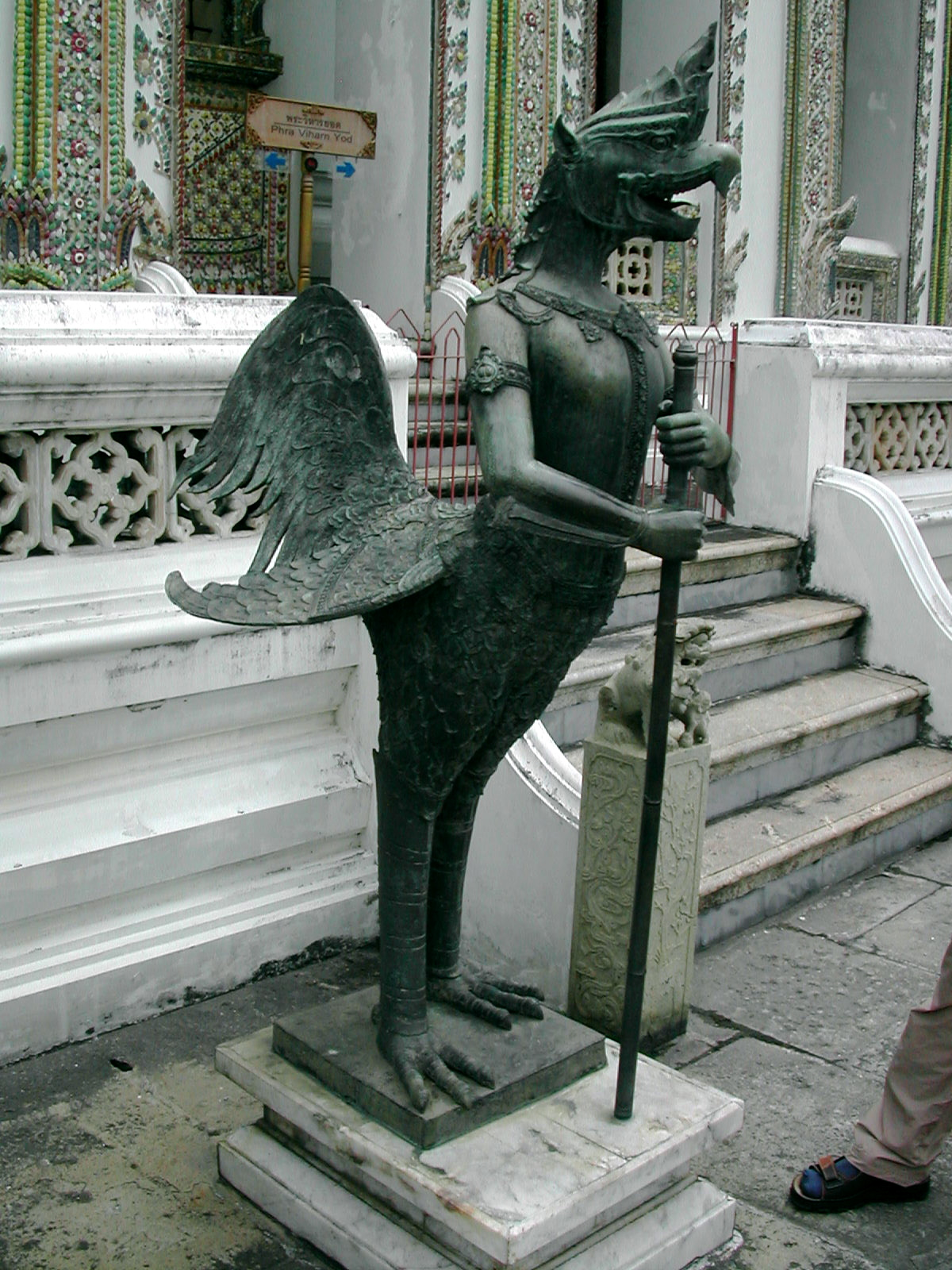
비하른 요드를 지키는 녹 딴띠마
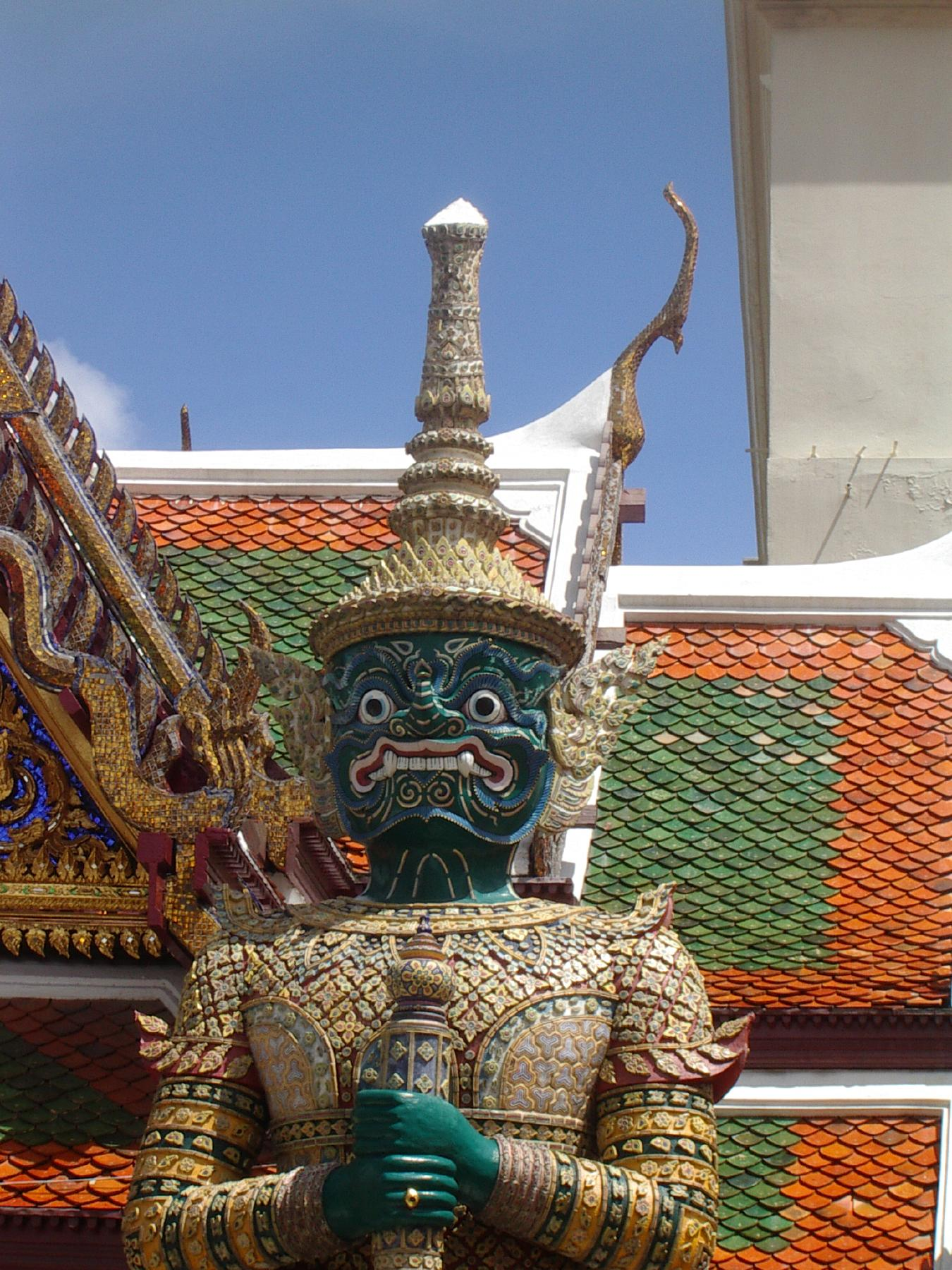
톳히리톤, 왕궁입구를 지키는 거인 악마(약샤)
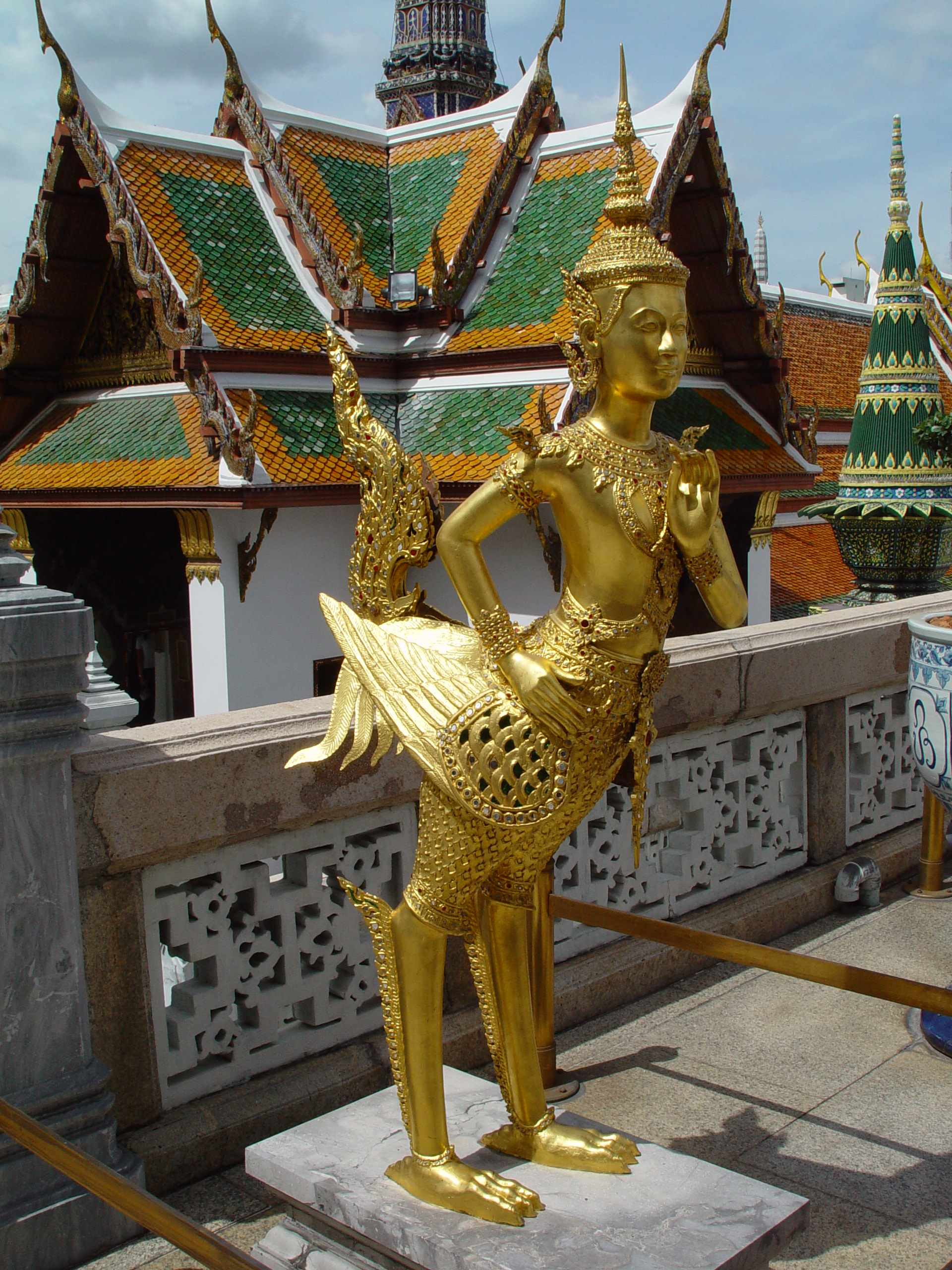
낀나라, 반인반조의 전설의 캐릭터
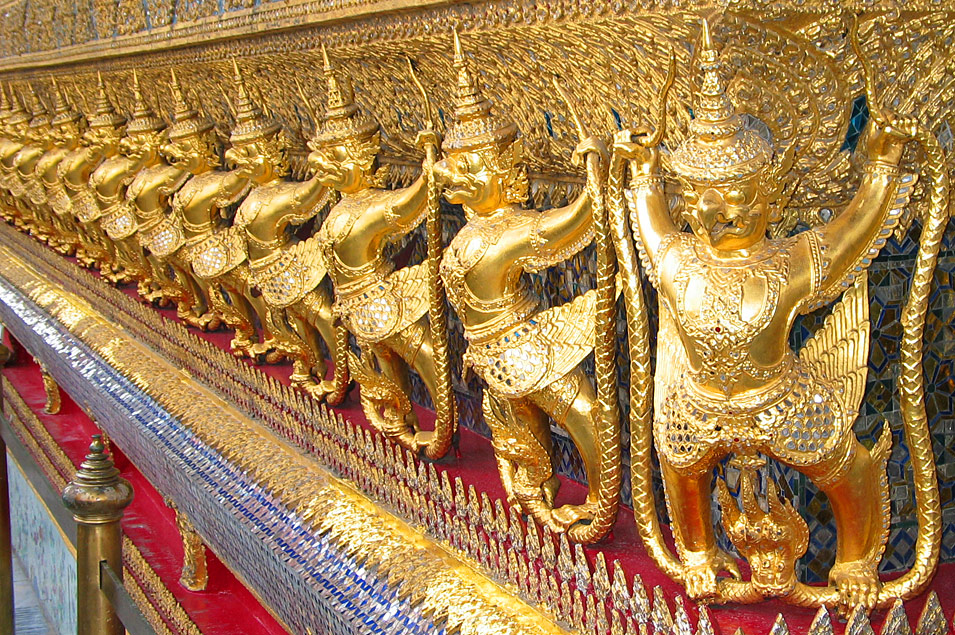
우보솟 주변의 가루다와 나가

## 같이 보기
- 왓 포